# Gunter Rambow
Gunter Rambow (* 2. März 1938 in Neustrelitz) ist ein deutscher Grafikdesigner, Fotograf, Plakatgestalter und Hochschullehrer.

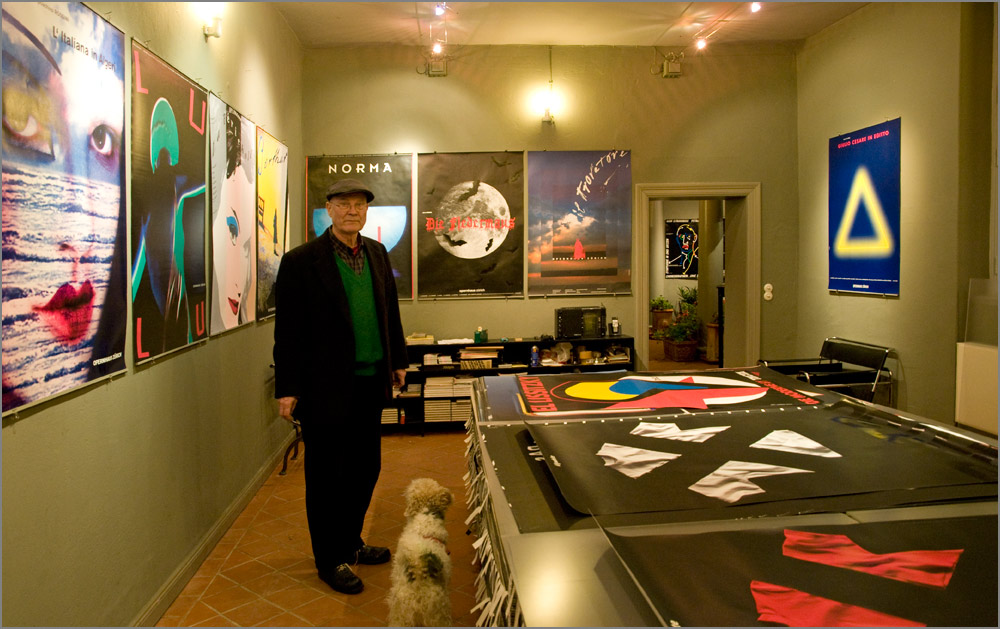
Gunter Rambow im Lüheschen Palais (2008)

## Biografie
Rambow lebte von 1950 bis 1954 als Waise in der Barlachstadt Güstrow und wohnte im ehemaligen Schüler- und Lehrlingsheim (Internat) der Landeskirche Mecklenburg, Grüner Winkel Nr. 10. Er besuchte die Kersting-Schule. 1954 zog er zu seinem Bruder nach Kassel.
Von 1954 bis 1958 absolvierte er in Hadamar eine Ausbildung zum Glasmaler. Anschließend studierte er bis 1964 an der Hochschule für Bildende Künste Kassel bei Hans Hillmann, wo er auch Gerhard Lienemeyer kennenlernte, mit dem er ab 1960 die Ateliergemeinschaft Rambow + Lienemeyer in Kassel (1960–1964), in Stuttgart (1964–1967) und ab 1967 in Frankfurt am Main führte.
Daneben gründete er 1967 mit Lienemeyer im Frankfurter Westend den avantgardistischen Kohlkunstverlag, in dem irritierende Produkte erschienen. Die beiden schufen zahlreiche Fotobücher und Plakatserien zu Literatur, Theater und gesellschaftlichen Themen. Autoren waren unter anderem Peter Weibel und Valie Export (Bildkompendium Wiener Aktionismus, 1970), Günter Brus (Irrwisch, 1971), Hans Hillmann (Ich hab geträumt ich wär ein Hund der träumt, 1970) und Walter E. Richartz (Wörtlich betäubt, 1969). Das Buch mama & papa. materialaktion 63–69 vom Wiener Aktionisten Otto Mühl wurde 1969 auf Veranlassung von Beate Uhse indiziert, woraufhin die zweite Auflage des mama & papa-Buches von der Frankfurter Staatsanwaltschaft beschlagnahmt wurde. Legendär wurde das politische Fotoplakat It’s time, das sich gegen den Vietnam-Krieg richtete.
Die künstlerische Partnerschaft hielt bis 1986 (seit 1973 mit Michael van de Sand als Rambow Lienemeyer van de Sand). Bis 2008 setzte Rambow diese Arbeit in der Ateliergemeinschaft Rambow, van de Sand fort. 2009 gründete Rambow das Institut für Visuelle Kommunikation und betreibt in seiner Heimatstadt Güstrow im ehemaligen Stadtpalais des Grafen von der Lühe eine Plakatgalerie, verbunden mit der Edition Galerie Rambow. Von 1969 bis 1986 war er mit der Fotografin Inge Rambow verheiratet.
Zwischen 1974 und 1991 lehrte er als Professor für Grafikdesign an der Gesamthochschule Kassel. Er war Mitglied der Kasseler Schule der Plakatkunst, Buch- und Zeitschriftengrafik. Von 1991 bis 2003 als Professor für Visuelle Kommunikation an der Staatlichen Hochschule für Gestaltung Karlsruhe (im Zentrum für Kunst und Medientechnologie Karlsruhe). Danach lehrte er u. a. an zwei chinesischen Universitäten. Daraus ergaben sich zahlreiche Buchpublikationen von Studienprojekten. Anfang Februar 2011 wurde Rambow von der Hochschule der Bildenden Künste Saar zum Honorarprofessor ernannt. Seit der Spielzeit 2012/2013 ist Rambow Gestalter der Premieren- und Wiederaufnahmeplakate der Oper Frankfurt.
Ab 1995 ließ er in Güstrow das Lühesche Palais, ein Stadtpalais von 1583 aus der Hochrenaissance, sanieren, das seit 2001 eine Galerie und ein Atelierhaus beherbergt.
Die Plakatentwürfe von Rambow erhielten nationale wie internationale Preise. Zahlreiche Museen archivieren seine Arbeiten. Seit 1974 ist er Mitglied der Alliance Graphique Internationale (AGI).

## Ausstellungen
Die Bibliothèque Nationale Paris, die Akademie der Künste der DDR-Berlin, das Deutsche Plakatmuseum Essen, Art Museum Shanghai, Ginza Graphic Gallery (ggg) in Tokio und viele andere Institutionen widmeten seinem Werk Einzelausstellungen.

## Veröffentlichungen
- La Promenade de König Immerlustik, Kohlkunstpresse, Frankfurt am Main, 1968.
- Peter O. Chotjewitz, Gunter Rambow; Roman – Ein Anpassungsmuster, Darmstadt. Melzer Verlag, 1968
- Marienerscheinungen in Kurhessen, Darmstadt, Olympia Press (Jörg Schröder), 1969.
- Doris, Frankfurt, März Verlag, 1970.
- Bettina von Heuenstein / Jan Lue Verrou; Softgirls. [Fotos von Gunter Rambow]. s. l., [Frankfurt a. M.], Zero Press, o. J.[1970].
- Der Glöckner von Notre Dame oder die Madonna der sieben Monde – Kinotransparente der 50er und 60er Jahre., 1978. Hrsg. Gunter Rambow u. a., Syndikat, Frankfurt am Main ISBN 978-3-81080047-3
- Das sind eben alles Bilder der Strasse: die Fotoaktion als sozialer Eingriff; Dokumentation 1979; Gunter Rambow, Dirk Hoerder. ISBN 3-8108-0113-5.
- Das Objekt als Zeichen, Universität Kassel 1984 (Inhalt: 25 Fotoessays von Studierenden des gleichnamigen Seminars von Gunter Rambow)
- Traumstoff, 1986, Gunter Rambow. (Hrsg.); ISBN 3-8108-0246-8.
- Rambow im Museum Wiesbaden, 1988. Hrsg. Volker Rattemeyer. Katalog zur Ausstellung „Plakate von Gunter Rambow im Museum“ Wiesbaden. ISBN 3-89258-006-5.
- Gunter Rambow – Images Sans Paroles, 1991. Hrsg. Alain Weill; ISBN 2-9502816-3-X.
- Fernseh-Design: Modell hessen 3. Hrsg. vom Hessischen Rundfunk. ISBN 3-496-01073-8.
- Übergriff, ein Buch über das Greifen und Begreifen; Verlag Walther König, Köln, 1992; ISBN 3-88375-179-0.
- Rambow 1960 - 96, hrsg. von Heinrich Klotz und Alain Weill; ISBN 3-89322-843-8.
- Rambow-Studenten, 5 Jahre Grafik-Design an der Staatlichen Hochschule für Gestaltung Karlsruhe; ISBN 3-89322-345-2.
- Schule der Plakate, ISBN 3-364-00278-9.
- Jesus klebt, Text als konkrete Poesie im öffentlichen Raum. Hrsg. Gunter Rambow/Franz Mon, Staatl. Hochschule für Gestaltung Karlsruhe
- G. Rambow, hrsg. Forschungsinstitut für Internationale Plakatkunst China, Universität Wuxi; ISBN 7-5310-1328-2/J·1054.
- Gunter Rambow, World Graphic-Design 39. Hrsg. Ikkō Tanaka, Dai Nippon Japan, Tokyo, 1998; ISBN 4-924956-39-2.
- Gunter Rambow Plakate, Ausstellungskatalog 2007, Museum für Angewandt Kunst, Frankfurt; Edition Axel Menges, Stuttgart/London ISBN 978-3-936681-19-2.
- Gunter Rambow, Laureate of the Jan Lenica Award, Posters, Ausstellungskatalog 2008, Muzeum Narodowe w Poznaniu, ISBN 978-83-89053-72-5.
- CINETIQUE, Die Moderne by TECTA, 12 Bild- und Textplakate von Gunter Rambow, Edition Galerie Rambow, Vertrieb: Buchhandlung Walther König, Köln. ISBN 978-3-86560-494-1.

## Plakatausstellungen
- 1983 Deutsches Plakatmuseum Essen, Plakate von Rambow Lienemeyer van de Sand
- 1984 Wilanow Poster Museum Warsaw, Rambow Lienemeyer van de Sand
- 1985 Galerie Bruno Oldani, Oslo, Posters from Rambow Lienemeyer van de Sand
- 1985 Paris, 7 Allee Georges Braque, Rambow Lienemeyer van de Sand: Affiches
- 1986 New York Gallery, New York, Posters from Lenica, Hillmann, Rambow
- 1988 Bibliothèque Nationale, Paris, Rambow à la Bibliothèque Nationale
- 1988 Museum Wiesbaden, Rambow: Plakate 1960–1988
- 1988 Akademie der Künste der DDR, Berlin, Plakatwerk von Gunter Rambow
- 1992 Kunstmuseum Breda, Niederlande, Plakate von Gunter Rambow
- 1993 Hochschule für Grafik + Buchkunst, Leipzig, Rambow – work in progress
- 1996 DDD gallery Osaka, Gunter Rambow – comments on society
- 1997 GGG gallery Tokyo, Rambow in Tokyo
- 1998 Art Museum Wuxi, China, Rambow in China
- 1998 Museum Wiesbaden, Rambow Back to Black
- 1999 Art Museum Shanghai, Posters of Gunter Rambow 1960 - 99
- 2000 Chapelle des Jésuites, Chaumont, Frankreich, Gunter Rambow
- 2000 Kunst- und Ausstellungshalle der Bundesrepublik Deutschland, Teilnahme an: 4:3, 50 Jahre italienisches und deutsches Design
- 2000 Kunstbibliothek Staatliche Museen zu Berlin – Preußischer Kulturbesitz, Teilnahme an: Plakate und Graphik der Kasseler Schule
- 2001 Bibliothèque nationale de France, Paris, Teilnahme an: Graphisme(s)
- 2001 Rambow, Fukuda, Chwast, Shanghai, China
- 2005 Umspannwerk Schönhauser Allee, Berlin, 100 Plakate von Gunter Rambow
- 2007 Museum für Angewandte Kunst, Frankfurt am Main, Rambow – Plakate
- 2008 Muzeum Narodowe w Poznaniu, Polen, Gunter Rambow Posters
- 2008 Westsektor, Frankfurt am Main, Rambow im Westsektor
- 2010 Deutsches Plakat Museum im Museum Folkwang, Essen, Raumeroberungen
- 2011 Hong Kong Design Centre, Teilnahme an: De Sein – German Graphic Design from Postwar to Present
- 2011 Wilanow Poster Museum, Warschau, Rambow's Point of View
- 2011 Galerie der HBKsaar, Saarbrücken, Rambow's Point of View
- 2017 Universität Rzeszów, Polen, Plakate für die Oper Frankfurt
- 2017 Drei Ausstellungen in Ostrów, Polen, im Centrum Kultury, im Forum Synagoga und in der Galeria Sztuki Współczesnej
- 2019 Wollhalle Güstrow, Gunter Rambow 100 Plakate Oper Frankfurt

## Auszeichnungen
- 2011 Hessischer Kulturpreis